# Erster Athleten-Club Posen
Erster Athleten-Club Posen (pol. Pierwszy Poznański Klub Atletyczny) – pierwszy w Poznaniu klub atletyczny, założony w 1902.
Ćwiczenia klubowe odbywały się w poniedziałki i czwartki w sali Jęczkowskiego, zlokalizowanej w pobliżu Bramy Wildeckiej. Nieformalnym miejscem spotkań niemieckich atletów na Wildzie była natomiast gospoda Kyffäuser w budynku Spar-und Bauverein na rogu Wierzbięcic i św. Czesława.